# Конец операции «Резидент»
«Коне́ц опера́ции "Резиде́нт"» — советский двухсерийный художественный фильм, поставленный на Центральной киностудии детских и юношеских фильмов имени М. Горького в 1986 году режиссёром Вениамином Дорманом. Последний фильм тетралогии о резиденте Михаиле Тульеве. Образец политического триллера раннеперестроечного периода. Картину прохладно встретили советские кинокритики.

## Сюжет
События предыдущего фильма серии рассказывают о том, как советский агент Тульев-Надежда передал в СССР секретный диверсионный план «Карта». Он способствовал заброске в СССР агента Карла Брокмана.
Целью западных спецслужб выступает академик Нестеров и его работы по радиофизической тематике, затрагивающие вопросы обороноспособности СССР. Карлу Брокману удается легализоваться в стране и сбить спецслужбы со следа, и КГБ обращается к Тульеву за помощью, чтобы найти агента.
Тем временем Брокман находит бывшего приспешника нацистов Кутепова, который в 1943 году участвовал в карательных операциях на советской территории. Тот выходит на подругу дочери академика Ольгу, пользуясь её знакомством с иностранцем, и соблазняет её, якобы от имени его «хозяев», дефицитными в СССР товарами и западным образом жизни. Впрочем, не испугавшись шантажа, девушка отказывается работать на врага. Представители западных спецслужб не смогли скомпрометировать самого Нестерова и готовы физически устранить его руками Брокмана.
Для предотвращения такого развития событий Тульева снова забрасывают в СССР. Он помогает задержать Брокмана, ему удаётся также выведать у него сведения о пути перехода через границу и шифре. Узнав, кем на самом деле был Тульев, его куратор Штаубе уходит из разведки. После окончания операции генерал Лукин предлагает Тульеву завершить агентурную деятельность и остаться в СССР.
Михаил Тульев легализуется на пресс-конференции и рассказывает корреспондентам (конечно, в рамках дозволенного) о плане «Карта» и своей истории.

## В ролях
- Георгий Жжёнов — Михаил Александрович Тульев-Зароков, «Надежда»
- Петр Вельяминов — Пётр Иванович Лукин, генерал КГБ
- Николай Прокопович — Владимир Гаврилович Марков, полковник КГБ
- Евгений Герасимов — Андрей Михайлович Кузнецов, сотрудник КГБ
- Леонид Броневой — Иоганн Штаубе, шеф западногерманской разведки
- Ирина Азер — Марта, секретарь Штаубе
- Евгений Киндинов — Карл Брокман
- Александр Граве — Михал Михалыч Кутепов-Воропаев-Ильин, агент НТС в СССР
- Ирина Розанова — Ольга Ивановна Кострова, подруга Гали Нестеровой
- Юлия Жжёнова — дочь академика Галя Нестерова
- Борис Химичев — Роберт Стивенсон, сотрудник ЦРУ
- Леонид Ярмольник — Чарли Брайтон
- Хейно Мандри — Кинг, сотрудник ЦРУ
- Николай Засухин — академик Николай Николаевич Нестеров
- Андрей Харитонов — Пьетро Матинелли
- Татьяна Окуневская — Линда Николаевна Стачевская, агент НТС в СССР
- Николай Бриллинг — Александер
- Нина Меньшикова — жена академика Вера Сергеевна Нестерова
- Раиса Рязанова — Нина Николаевна Кострова
- Вадим Андреев — Виктор, поклонник Ольги Костровой
- Леонардас Зельчюс — Нимейер, профессор
- Борис Иванов — Дон
- Алексей Миронов — Никита Степанович Гапенко, агент НТС в СССР
- Вацлав Дворжецкий — Василий Сергеевич Захаров, один из руководителей НТС
- Виктор Незнанов — Орлов
- Борис Клюев — Боб Стюарт, атташе посольства, агент БНД

## Съёмочная группа
- Авторы сценария — Олег Шмелёв, Владимир Востоков
- Режиссёр-постановщик — Вениамин Дорман
- Главный оператор — Вадим Корнильев
- Художник-постановщик — Марк Горелик
- Композитор — Микаэл Таривердиев

## Съёмки
- В одном из эпизодов показа западной жизни демонстрируется отрывок из фильма «Звёздные войны. Эпизод IV: Новая надежда».
- В самом начале первой серии герой Георгия Жжёнова едет на машине по Гамбургу — можно различить здание гамбургской ратуши и название банка «Hambuger Sparkasse».
- Натурные сцены и проезды машин снимали в Вене, у машин Чарли Брайтона и Тульева во время погони можно различить венские номера.
- Съёмки проходили в городе Горьком.
- Гостиница Continental — это гостиница «Союз» (ныне гостиница Satelinn Moscow Khovrino 3*) в Москве на Левобережной улице, 12.

## Шахматы
|   | a | b | c | d | e | f | g | h |   |
| - | --- | --- | --- | --- | --- | --- | --- | --- | - |
| 8 | b8 чёрный король · f8 чёрная ладья · a7 чёрная пешка · b7 чёрная пешка · c7 чёрная пешка · d6 чёрная пешка · e6 белый ферзь · d5 белая пешка · e5 чёрная пешка · c4 белая пешка · f4 чёрная ладья · e3 белый конь · f3 белый слон · a2 белая пешка · b2 чёрный ферзь · f2 чёрный слон · a1 белая ладья · f1 белая ладья · g1 белый король | b8 чёрный король · f8 чёрная ладья · a7 чёрная пешка · b7 чёрная пешка · c7 чёрная пешка · d6 чёрная пешка · e6 белый ферзь · d5 белая пешка · e5 чёрная пешка · c4 белая пешка · f4 чёрная ладья · e3 белый конь · f3 белый слон · a2 белая пешка · b2 чёрный ферзь · f2 чёрный слон · a1 белая ладья · f1 белая ладья · g1 белый король | b8 чёрный король · f8 чёрная ладья · a7 чёрная пешка · b7 чёрная пешка · c7 чёрная пешка · d6 чёрная пешка · e6 белый ферзь · d5 белая пешка · e5 чёрная пешка · c4 белая пешка · f4 чёрная ладья · e3 белый конь · f3 белый слон · a2 белая пешка · b2 чёрный ферзь · f2 чёрный слон · a1 белая ладья · f1 белая ладья · g1 белый король | b8 чёрный король · f8 чёрная ладья · a7 чёрная пешка · b7 чёрная пешка · c7 чёрная пешка · d6 чёрная пешка · e6 белый ферзь · d5 белая пешка · e5 чёрная пешка · c4 белая пешка · f4 чёрная ладья · e3 белый конь · f3 белый слон · a2 белая пешка · b2 чёрный ферзь · f2 чёрный слон · a1 белая ладья · f1 белая ладья · g1 белый король | b8 чёрный король · f8 чёрная ладья · a7 чёрная пешка · b7 чёрная пешка · c7 чёрная пешка · d6 чёрная пешка · e6 белый ферзь · d5 белая пешка · e5 чёрная пешка · c4 белая пешка · f4 чёрная ладья · e3 белый конь · f3 белый слон · a2 белая пешка · b2 чёрный ферзь · f2 чёрный слон · a1 белая ладья · f1 белая ладья · g1 белый король | b8 чёрный король · f8 чёрная ладья · a7 чёрная пешка · b7 чёрная пешка · c7 чёрная пешка · d6 чёрная пешка · e6 белый ферзь · d5 белая пешка · e5 чёрная пешка · c4 белая пешка · f4 чёрная ладья · e3 белый конь · f3 белый слон · a2 белая пешка · b2 чёрный ферзь · f2 чёрный слон · a1 белая ладья · f1 белая ладья · g1 белый король | b8 чёрный король · f8 чёрная ладья · a7 чёрная пешка · b7 чёрная пешка · c7 чёрная пешка · d6 чёрная пешка · e6 белый ферзь · d5 белая пешка · e5 чёрная пешка · c4 белая пешка · f4 чёрная ладья · e3 белый конь · f3 белый слон · a2 белая пешка · b2 чёрный ферзь · f2 чёрный слон · a1 белая ладья · f1 белая ладья · g1 белый король | b8 чёрный король · f8 чёрная ладья · a7 чёрная пешка · b7 чёрная пешка · c7 чёрная пешка · d6 чёрная пешка · e6 белый ферзь · d5 белая пешка · e5 чёрная пешка · c4 белая пешка · f4 чёрная ладья · e3 белый конь · f3 белый слон · a2 белая пешка · b2 чёрный ферзь · f2 чёрный слон · a1 белая ладья · f1 белая ладья · g1 белый король | 8 |
| 7 | b8 чёрный король · f8 чёрная ладья · a7 чёрная пешка · b7 чёрная пешка · c7 чёрная пешка · d6 чёрная пешка · e6 белый ферзь · d5 белая пешка · e5 чёрная пешка · c4 белая пешка · f4 чёрная ладья · e3 белый конь · f3 белый слон · a2 белая пешка · b2 чёрный ферзь · f2 чёрный слон · a1 белая ладья · f1 белая ладья · g1 белый король | b8 чёрный король · f8 чёрная ладья · a7 чёрная пешка · b7 чёрная пешка · c7 чёрная пешка · d6 чёрная пешка · e6 белый ферзь · d5 белая пешка · e5 чёрная пешка · c4 белая пешка · f4 чёрная ладья · e3 белый конь · f3 белый слон · a2 белая пешка · b2 чёрный ферзь · f2 чёрный слон · a1 белая ладья · f1 белая ладья · g1 белый король | b8 чёрный король · f8 чёрная ладья · a7 чёрная пешка · b7 чёрная пешка · c7 чёрная пешка · d6 чёрная пешка · e6 белый ферзь · d5 белая пешка · e5 чёрная пешка · c4 белая пешка · f4 чёрная ладья · e3 белый конь · f3 белый слон · a2 белая пешка · b2 чёрный ферзь · f2 чёрный слон · a1 белая ладья · f1 белая ладья · g1 белый король | b8 чёрный король · f8 чёрная ладья · a7 чёрная пешка · b7 чёрная пешка · c7 чёрная пешка · d6 чёрная пешка · e6 белый ферзь · d5 белая пешка · e5 чёрная пешка · c4 белая пешка · f4 чёрная ладья · e3 белый конь · f3 белый слон · a2 белая пешка · b2 чёрный ферзь · f2 чёрный слон · a1 белая ладья · f1 белая ладья · g1 белый король | b8 чёрный король · f8 чёрная ладья · a7 чёрная пешка · b7 чёрная пешка · c7 чёрная пешка · d6 чёрная пешка · e6 белый ферзь · d5 белая пешка · e5 чёрная пешка · c4 белая пешка · f4 чёрная ладья · e3 белый конь · f3 белый слон · a2 белая пешка · b2 чёрный ферзь · f2 чёрный слон · a1 белая ладья · f1 белая ладья · g1 белый король | b8 чёрный король · f8 чёрная ладья · a7 чёрная пешка · b7 чёрная пешка · c7 чёрная пешка · d6 чёрная пешка · e6 белый ферзь · d5 белая пешка · e5 чёрная пешка · c4 белая пешка · f4 чёрная ладья · e3 белый конь · f3 белый слон · a2 белая пешка · b2 чёрный ферзь · f2 чёрный слон · a1 белая ладья · f1 белая ладья · g1 белый король | b8 чёрный король · f8 чёрная ладья · a7 чёрная пешка · b7 чёрная пешка · c7 чёрная пешка · d6 чёрная пешка · e6 белый ферзь · d5 белая пешка · e5 чёрная пешка · c4 белая пешка · f4 чёрная ладья · e3 белый конь · f3 белый слон · a2 белая пешка · b2 чёрный ферзь · f2 чёрный слон · a1 белая ладья · f1 белая ладья · g1 белый король | b8 чёрный король · f8 чёрная ладья · a7 чёрная пешка · b7 чёрная пешка · c7 чёрная пешка · d6 чёрная пешка · e6 белый ферзь · d5 белая пешка · e5 чёрная пешка · c4 белая пешка · f4 чёрная ладья · e3 белый конь · f3 белый слон · a2 белая пешка · b2 чёрный ферзь · f2 чёрный слон · a1 белая ладья · f1 белая ладья · g1 белый король | 7 |
| 6 | b8 чёрный король · f8 чёрная ладья · a7 чёрная пешка · b7 чёрная пешка · c7 чёрная пешка · d6 чёрная пешка · e6 белый ферзь · d5 белая пешка · e5 чёрная пешка · c4 белая пешка · f4 чёрная ладья · e3 белый конь · f3 белый слон · a2 белая пешка · b2 чёрный ферзь · f2 чёрный слон · a1 белая ладья · f1 белая ладья · g1 белый король | b8 чёрный король · f8 чёрная ладья · a7 чёрная пешка · b7 чёрная пешка · c7 чёрная пешка · d6 чёрная пешка · e6 белый ферзь · d5 белая пешка · e5 чёрная пешка · c4 белая пешка · f4 чёрная ладья · e3 белый конь · f3 белый слон · a2 белая пешка · b2 чёрный ферзь · f2 чёрный слон · a1 белая ладья · f1 белая ладья · g1 белый король | b8 чёрный король · f8 чёрная ладья · a7 чёрная пешка · b7 чёрная пешка · c7 чёрная пешка · d6 чёрная пешка · e6 белый ферзь · d5 белая пешка · e5 чёрная пешка · c4 белая пешка · f4 чёрная ладья · e3 белый конь · f3 белый слон · a2 белая пешка · b2 чёрный ферзь · f2 чёрный слон · a1 белая ладья · f1 белая ладья · g1 белый король | b8 чёрный король · f8 чёрная ладья · a7 чёрная пешка · b7 чёрная пешка · c7 чёрная пешка · d6 чёрная пешка · e6 белый ферзь · d5 белая пешка · e5 чёрная пешка · c4 белая пешка · f4 чёрная ладья · e3 белый конь · f3 белый слон · a2 белая пешка · b2 чёрный ферзь · f2 чёрный слон · a1 белая ладья · f1 белая ладья · g1 белый король | b8 чёрный король · f8 чёрная ладья · a7 чёрная пешка · b7 чёрная пешка · c7 чёрная пешка · d6 чёрная пешка · e6 белый ферзь · d5 белая пешка · e5 чёрная пешка · c4 белая пешка · f4 чёрная ладья · e3 белый конь · f3 белый слон · a2 белая пешка · b2 чёрный ферзь · f2 чёрный слон · a1 белая ладья · f1 белая ладья · g1 белый король | b8 чёрный король · f8 чёрная ладья · a7 чёрная пешка · b7 чёрная пешка · c7 чёрная пешка · d6 чёрная пешка · e6 белый ферзь · d5 белая пешка · e5 чёрная пешка · c4 белая пешка · f4 чёрная ладья · e3 белый конь · f3 белый слон · a2 белая пешка · b2 чёрный ферзь · f2 чёрный слон · a1 белая ладья · f1 белая ладья · g1 белый король | b8 чёрный король · f8 чёрная ладья · a7 чёрная пешка · b7 чёрная пешка · c7 чёрная пешка · d6 чёрная пешка · e6 белый ферзь · d5 белая пешка · e5 чёрная пешка · c4 белая пешка · f4 чёрная ладья · e3 белый конь · f3 белый слон · a2 белая пешка · b2 чёрный ферзь · f2 чёрный слон · a1 белая ладья · f1 белая ладья · g1 белый король | b8 чёрный король · f8 чёрная ладья · a7 чёрная пешка · b7 чёрная пешка · c7 чёрная пешка · d6 чёрная пешка · e6 белый ферзь · d5 белая пешка · e5 чёрная пешка · c4 белая пешка · f4 чёрная ладья · e3 белый конь · f3 белый слон · a2 белая пешка · b2 чёрный ферзь · f2 чёрный слон · a1 белая ладья · f1 белая ладья · g1 белый король | 6 |
| 5 | b8 чёрный король · f8 чёрная ладья · a7 чёрная пешка · b7 чёрная пешка · c7 чёрная пешка · d6 чёрная пешка · e6 белый ферзь · d5 белая пешка · e5 чёрная пешка · c4 белая пешка · f4 чёрная ладья · e3 белый конь · f3 белый слон · a2 белая пешка · b2 чёрный ферзь · f2 чёрный слон · a1 белая ладья · f1 белая ладья · g1 белый король | b8 чёрный король · f8 чёрная ладья · a7 чёрная пешка · b7 чёрная пешка · c7 чёрная пешка · d6 чёрная пешка · e6 белый ферзь · d5 белая пешка · e5 чёрная пешка · c4 белая пешка · f4 чёрная ладья · e3 белый конь · f3 белый слон · a2 белая пешка · b2 чёрный ферзь · f2 чёрный слон · a1 белая ладья · f1 белая ладья · g1 белый король | b8 чёрный король · f8 чёрная ладья · a7 чёрная пешка · b7 чёрная пешка · c7 чёрная пешка · d6 чёрная пешка · e6 белый ферзь · d5 белая пешка · e5 чёрная пешка · c4 белая пешка · f4 чёрная ладья · e3 белый конь · f3 белый слон · a2 белая пешка · b2 чёрный ферзь · f2 чёрный слон · a1 белая ладья · f1 белая ладья · g1 белый король | b8 чёрный король · f8 чёрная ладья · a7 чёрная пешка · b7 чёрная пешка · c7 чёрная пешка · d6 чёрная пешка · e6 белый ферзь · d5 белая пешка · e5 чёрная пешка · c4 белая пешка · f4 чёрная ладья · e3 белый конь · f3 белый слон · a2 белая пешка · b2 чёрный ферзь · f2 чёрный слон · a1 белая ладья · f1 белая ладья · g1 белый король | b8 чёрный король · f8 чёрная ладья · a7 чёрная пешка · b7 чёрная пешка · c7 чёрная пешка · d6 чёрная пешка · e6 белый ферзь · d5 белая пешка · e5 чёрная пешка · c4 белая пешка · f4 чёрная ладья · e3 белый конь · f3 белый слон · a2 белая пешка · b2 чёрный ферзь · f2 чёрный слон · a1 белая ладья · f1 белая ладья · g1 белый король | b8 чёрный король · f8 чёрная ладья · a7 чёрная пешка · b7 чёрная пешка · c7 чёрная пешка · d6 чёрная пешка · e6 белый ферзь · d5 белая пешка · e5 чёрная пешка · c4 белая пешка · f4 чёрная ладья · e3 белый конь · f3 белый слон · a2 белая пешка · b2 чёрный ферзь · f2 чёрный слон · a1 белая ладья · f1 белая ладья · g1 белый король | b8 чёрный король · f8 чёрная ладья · a7 чёрная пешка · b7 чёрная пешка · c7 чёрная пешка · d6 чёрная пешка · e6 белый ферзь · d5 белая пешка · e5 чёрная пешка · c4 белая пешка · f4 чёрная ладья · e3 белый конь · f3 белый слон · a2 белая пешка · b2 чёрный ферзь · f2 чёрный слон · a1 белая ладья · f1 белая ладья · g1 белый король | b8 чёрный король · f8 чёрная ладья · a7 чёрная пешка · b7 чёрная пешка · c7 чёрная пешка · d6 чёрная пешка · e6 белый ферзь · d5 белая пешка · e5 чёрная пешка · c4 белая пешка · f4 чёрная ладья · e3 белый конь · f3 белый слон · a2 белая пешка · b2 чёрный ферзь · f2 чёрный слон · a1 белая ладья · f1 белая ладья · g1 белый король | 5 |
| 4 | b8 чёрный король · f8 чёрная ладья · a7 чёрная пешка · b7 чёрная пешка · c7 чёрная пешка · d6 чёрная пешка · e6 белый ферзь · d5 белая пешка · e5 чёрная пешка · c4 белая пешка · f4 чёрная ладья · e3 белый конь · f3 белый слон · a2 белая пешка · b2 чёрный ферзь · f2 чёрный слон · a1 белая ладья · f1 белая ладья · g1 белый король | b8 чёрный король · f8 чёрная ладья · a7 чёрная пешка · b7 чёрная пешка · c7 чёрная пешка · d6 чёрная пешка · e6 белый ферзь · d5 белая пешка · e5 чёрная пешка · c4 белая пешка · f4 чёрная ладья · e3 белый конь · f3 белый слон · a2 белая пешка · b2 чёрный ферзь · f2 чёрный слон · a1 белая ладья · f1 белая ладья · g1 белый король | b8 чёрный король · f8 чёрная ладья · a7 чёрная пешка · b7 чёрная пешка · c7 чёрная пешка · d6 чёрная пешка · e6 белый ферзь · d5 белая пешка · e5 чёрная пешка · c4 белая пешка · f4 чёрная ладья · e3 белый конь · f3 белый слон · a2 белая пешка · b2 чёрный ферзь · f2 чёрный слон · a1 белая ладья · f1 белая ладья · g1 белый король | b8 чёрный король · f8 чёрная ладья · a7 чёрная пешка · b7 чёрная пешка · c7 чёрная пешка · d6 чёрная пешка · e6 белый ферзь · d5 белая пешка · e5 чёрная пешка · c4 белая пешка · f4 чёрная ладья · e3 белый конь · f3 белый слон · a2 белая пешка · b2 чёрный ферзь · f2 чёрный слон · a1 белая ладья · f1 белая ладья · g1 белый король | b8 чёрный король · f8 чёрная ладья · a7 чёрная пешка · b7 чёрная пешка · c7 чёрная пешка · d6 чёрная пешка · e6 белый ферзь · d5 белая пешка · e5 чёрная пешка · c4 белая пешка · f4 чёрная ладья · e3 белый конь · f3 белый слон · a2 белая пешка · b2 чёрный ферзь · f2 чёрный слон · a1 белая ладья · f1 белая ладья · g1 белый король | b8 чёрный король · f8 чёрная ладья · a7 чёрная пешка · b7 чёрная пешка · c7 чёрная пешка · d6 чёрная пешка · e6 белый ферзь · d5 белая пешка · e5 чёрная пешка · c4 белая пешка · f4 чёрная ладья · e3 белый конь · f3 белый слон · a2 белая пешка · b2 чёрный ферзь · f2 чёрный слон · a1 белая ладья · f1 белая ладья · g1 белый король | b8 чёрный король · f8 чёрная ладья · a7 чёрная пешка · b7 чёрная пешка · c7 чёрная пешка · d6 чёрная пешка · e6 белый ферзь · d5 белая пешка · e5 чёрная пешка · c4 белая пешка · f4 чёрная ладья · e3 белый конь · f3 белый слон · a2 белая пешка · b2 чёрный ферзь · f2 чёрный слон · a1 белая ладья · f1 белая ладья · g1 белый король | b8 чёрный король · f8 чёрная ладья · a7 чёрная пешка · b7 чёрная пешка · c7 чёрная пешка · d6 чёрная пешка · e6 белый ферзь · d5 белая пешка · e5 чёрная пешка · c4 белая пешка · f4 чёрная ладья · e3 белый конь · f3 белый слон · a2 белая пешка · b2 чёрный ферзь · f2 чёрный слон · a1 белая ладья · f1 белая ладья · g1 белый король | 4 |
| 3 | b8 чёрный король · f8 чёрная ладья · a7 чёрная пешка · b7 чёрная пешка · c7 чёрная пешка · d6 чёрная пешка · e6 белый ферзь · d5 белая пешка · e5 чёрная пешка · c4 белая пешка · f4 чёрная ладья · e3 белый конь · f3 белый слон · a2 белая пешка · b2 чёрный ферзь · f2 чёрный слон · a1 белая ладья · f1 белая ладья · g1 белый король | b8 чёрный король · f8 чёрная ладья · a7 чёрная пешка · b7 чёрная пешка · c7 чёрная пешка · d6 чёрная пешка · e6 белый ферзь · d5 белая пешка · e5 чёрная пешка · c4 белая пешка · f4 чёрная ладья · e3 белый конь · f3 белый слон · a2 белая пешка · b2 чёрный ферзь · f2 чёрный слон · a1 белая ладья · f1 белая ладья · g1 белый король | b8 чёрный король · f8 чёрная ладья · a7 чёрная пешка · b7 чёрная пешка · c7 чёрная пешка · d6 чёрная пешка · e6 белый ферзь · d5 белая пешка · e5 чёрная пешка · c4 белая пешка · f4 чёрная ладья · e3 белый конь · f3 белый слон · a2 белая пешка · b2 чёрный ферзь · f2 чёрный слон · a1 белая ладья · f1 белая ладья · g1 белый король | b8 чёрный король · f8 чёрная ладья · a7 чёрная пешка · b7 чёрная пешка · c7 чёрная пешка · d6 чёрная пешка · e6 белый ферзь · d5 белая пешка · e5 чёрная пешка · c4 белая пешка · f4 чёрная ладья · e3 белый конь · f3 белый слон · a2 белая пешка · b2 чёрный ферзь · f2 чёрный слон · a1 белая ладья · f1 белая ладья · g1 белый король | b8 чёрный король · f8 чёрная ладья · a7 чёрная пешка · b7 чёрная пешка · c7 чёрная пешка · d6 чёрная пешка · e6 белый ферзь · d5 белая пешка · e5 чёрная пешка · c4 белая пешка · f4 чёрная ладья · e3 белый конь · f3 белый слон · a2 белая пешка · b2 чёрный ферзь · f2 чёрный слон · a1 белая ладья · f1 белая ладья · g1 белый король | b8 чёрный король · f8 чёрная ладья · a7 чёрная пешка · b7 чёрная пешка · c7 чёрная пешка · d6 чёрная пешка · e6 белый ферзь · d5 белая пешка · e5 чёрная пешка · c4 белая пешка · f4 чёрная ладья · e3 белый конь · f3 белый слон · a2 белая пешка · b2 чёрный ферзь · f2 чёрный слон · a1 белая ладья · f1 белая ладья · g1 белый король | b8 чёрный король · f8 чёрная ладья · a7 чёрная пешка · b7 чёрная пешка · c7 чёрная пешка · d6 чёрная пешка · e6 белый ферзь · d5 белая пешка · e5 чёрная пешка · c4 белая пешка · f4 чёрная ладья · e3 белый конь · f3 белый слон · a2 белая пешка · b2 чёрный ферзь · f2 чёрный слон · a1 белая ладья · f1 белая ладья · g1 белый король | b8 чёрный король · f8 чёрная ладья · a7 чёрная пешка · b7 чёрная пешка · c7 чёрная пешка · d6 чёрная пешка · e6 белый ферзь · d5 белая пешка · e5 чёрная пешка · c4 белая пешка · f4 чёрная ладья · e3 белый конь · f3 белый слон · a2 белая пешка · b2 чёрный ферзь · f2 чёрный слон · a1 белая ладья · f1 белая ладья · g1 белый король | 3 |
| 2 | b8 чёрный король · f8 чёрная ладья · a7 чёрная пешка · b7 чёрная пешка · c7 чёрная пешка · d6 чёрная пешка · e6 белый ферзь · d5 белая пешка · e5 чёрная пешка · c4 белая пешка · f4 чёрная ладья · e3 белый конь · f3 белый слон · a2 белая пешка · b2 чёрный ферзь · f2 чёрный слон · a1 белая ладья · f1 белая ладья · g1 белый король | b8 чёрный король · f8 чёрная ладья · a7 чёрная пешка · b7 чёрная пешка · c7 чёрная пешка · d6 чёрная пешка · e6 белый ферзь · d5 белая пешка · e5 чёрная пешка · c4 белая пешка · f4 чёрная ладья · e3 белый конь · f3 белый слон · a2 белая пешка · b2 чёрный ферзь · f2 чёрный слон · a1 белая ладья · f1 белая ладья · g1 белый король | b8 чёрный король · f8 чёрная ладья · a7 чёрная пешка · b7 чёрная пешка · c7 чёрная пешка · d6 чёрная пешка · e6 белый ферзь · d5 белая пешка · e5 чёрная пешка · c4 белая пешка · f4 чёрная ладья · e3 белый конь · f3 белый слон · a2 белая пешка · b2 чёрный ферзь · f2 чёрный слон · a1 белая ладья · f1 белая ладья · g1 белый король | b8 чёрный король · f8 чёрная ладья · a7 чёрная пешка · b7 чёрная пешка · c7 чёрная пешка · d6 чёрная пешка · e6 белый ферзь · d5 белая пешка · e5 чёрная пешка · c4 белая пешка · f4 чёрная ладья · e3 белый конь · f3 белый слон · a2 белая пешка · b2 чёрный ферзь · f2 чёрный слон · a1 белая ладья · f1 белая ладья · g1 белый король | b8 чёрный король · f8 чёрная ладья · a7 чёрная пешка · b7 чёрная пешка · c7 чёрная пешка · d6 чёрная пешка · e6 белый ферзь · d5 белая пешка · e5 чёрная пешка · c4 белая пешка · f4 чёрная ладья · e3 белый конь · f3 белый слон · a2 белая пешка · b2 чёрный ферзь · f2 чёрный слон · a1 белая ладья · f1 белая ладья · g1 белый король | b8 чёрный король · f8 чёрная ладья · a7 чёрная пешка · b7 чёрная пешка · c7 чёрная пешка · d6 чёрная пешка · e6 белый ферзь · d5 белая пешка · e5 чёрная пешка · c4 белая пешка · f4 чёрная ладья · e3 белый конь · f3 белый слон · a2 белая пешка · b2 чёрный ферзь · f2 чёрный слон · a1 белая ладья · f1 белая ладья · g1 белый король | b8 чёрный король · f8 чёрная ладья · a7 чёрная пешка · b7 чёрная пешка · c7 чёрная пешка · d6 чёрная пешка · e6 белый ферзь · d5 белая пешка · e5 чёрная пешка · c4 белая пешка · f4 чёрная ладья · e3 белый конь · f3 белый слон · a2 белая пешка · b2 чёрный ферзь · f2 чёрный слон · a1 белая ладья · f1 белая ладья · g1 белый король | b8 чёрный король · f8 чёрная ладья · a7 чёрная пешка · b7 чёрная пешка · c7 чёрная пешка · d6 чёрная пешка · e6 белый ферзь · d5 белая пешка · e5 чёрная пешка · c4 белая пешка · f4 чёрная ладья · e3 белый конь · f3 белый слон · a2 белая пешка · b2 чёрный ферзь · f2 чёрный слон · a1 белая ладья · f1 белая ладья · g1 белый король | 2 |
| 1 | b8 чёрный король · f8 чёрная ладья · a7 чёрная пешка · b7 чёрная пешка · c7 чёрная пешка · d6 чёрная пешка · e6 белый ферзь · d5 белая пешка · e5 чёрная пешка · c4 белая пешка · f4 чёрная ладья · e3 белый конь · f3 белый слон · a2 белая пешка · b2 чёрный ферзь · f2 чёрный слон · a1 белая ладья · f1 белая ладья · g1 белый король | b8 чёрный король · f8 чёрная ладья · a7 чёрная пешка · b7 чёрная пешка · c7 чёрная пешка · d6 чёрная пешка · e6 белый ферзь · d5 белая пешка · e5 чёрная пешка · c4 белая пешка · f4 чёрная ладья · e3 белый конь · f3 белый слон · a2 белая пешка · b2 чёрный ферзь · f2 чёрный слон · a1 белая ладья · f1 белая ладья · g1 белый король | b8 чёрный король · f8 чёрная ладья · a7 чёрная пешка · b7 чёрная пешка · c7 чёрная пешка · d6 чёрная пешка · e6 белый ферзь · d5 белая пешка · e5 чёрная пешка · c4 белая пешка · f4 чёрная ладья · e3 белый конь · f3 белый слон · a2 белая пешка · b2 чёрный ферзь · f2 чёрный слон · a1 белая ладья · f1 белая ладья · g1 белый король | b8 чёрный король · f8 чёрная ладья · a7 чёрная пешка · b7 чёрная пешка · c7 чёрная пешка · d6 чёрная пешка · e6 белый ферзь · d5 белая пешка · e5 чёрная пешка · c4 белая пешка · f4 чёрная ладья · e3 белый конь · f3 белый слон · a2 белая пешка · b2 чёрный ферзь · f2 чёрный слон · a1 белая ладья · f1 белая ладья · g1 белый король | b8 чёрный король · f8 чёрная ладья · a7 чёрная пешка · b7 чёрная пешка · c7 чёрная пешка · d6 чёрная пешка · e6 белый ферзь · d5 белая пешка · e5 чёрная пешка · c4 белая пешка · f4 чёрная ладья · e3 белый конь · f3 белый слон · a2 белая пешка · b2 чёрный ферзь · f2 чёрный слон · a1 белая ладья · f1 белая ладья · g1 белый король | b8 чёрный король · f8 чёрная ладья · a7 чёрная пешка · b7 чёрная пешка · c7 чёрная пешка · d6 чёрная пешка · e6 белый ферзь · d5 белая пешка · e5 чёрная пешка · c4 белая пешка · f4 чёрная ладья · e3 белый конь · f3 белый слон · a2 белая пешка · b2 чёрный ферзь · f2 чёрный слон · a1 белая ладья · f1 белая ладья · g1 белый король | b8 чёрный король · f8 чёрная ладья · a7 чёрная пешка · b7 чёрная пешка · c7 чёрная пешка · d6 чёрная пешка · e6 белый ферзь · d5 белая пешка · e5 чёрная пешка · c4 белая пешка · f4 чёрная ладья · e3 белый конь · f3 белый слон · a2 белая пешка · b2 чёрный ферзь · f2 чёрный слон · a1 белая ладья · f1 белая ладья · g1 белый король | b8 чёрный король · f8 чёрная ладья · a7 чёрная пешка · b7 чёрная пешка · c7 чёрная пешка · d6 чёрная пешка · e6 белый ферзь · d5 белая пешка · e5 чёрная пешка · c4 белая пешка · f4 чёрная ладья · e3 белый конь · f3 белый слон · a2 белая пешка · b2 чёрный ферзь · f2 чёрный слон · a1 белая ладья · f1 белая ладья · g1 белый король | 1 |
|   | a | b | c | d | e | f | g | h |   |

Наёмный убийца вражеской разведки Брокман, имеет привычку играть сам с собой в шахматы. Партия продолжается ходом чёрного слона на f2 с шахом белому королю. Теперь в случае 2. Л:f2 чёрные ферзём забирают ладью 2.… Ф:a1 с лёгким выигрышем. После же отступления белым королём 2. Крg1-h1 чёрный слон забирает белого коня ходом 2.… Сf2:e3. Белые отвечают гарде ладьей Лa1-b1, после чего шах любой ладьёй по линии «h» приводит к быстрому мату белому королю, и чёрные выигрывают.
Уже другим комплектом фигур впоследствии он играет в СИЗО, при этом шахматная доска заменена раскладным шахматным полем.